# 2004년 하계 올림픽 레슬링
2004년 하계 올림픽 레슬링(그리스어: Πάλη στους Θερινούς Ολυμπιακούς Αγώνες 2004)은 2004년 하계 올림픽의 정식 종목으로 진행된 레슬링 경기로 2004년 8월 22일부터 8월 29일까지 그리스 아테네에서 열렸다. 여자 레슬링이 이 대회에서 올림픽 종목으로 처음 채택되었다.

## 경기장
- 아노 리오시아 올림픽 홀

## 메달 집계

### 국가별 순위
| 순위 | 국가           | 금메달 | 은메달 | 동메달 | 합계 |
| ---- | -------------- | ------ | ------ | ------ | ---- |
| 1    | 러시아         | 5      | 2      | 3      | 10   |
| 2    | 일본           | 2      | 1      | 3      | 6    |
| 3    | 우즈베키스탄   | 2      | 1      | 0      | 3    |
| 4    | 우크라이나     | 2      | 0      | 0      | 2    |
| 5    | 미국           | 1      | 3      | 2      | 6    |
| 6    | 쿠바           | 1      | 1      | 1      | 3    |
| 7    | 대한민국       | 1      | 1      | 0      | 2    |
| 8    | 아제르바이잔   | 1      | 0      | 0      | 1    |
| 8    | 이집트         | 1      | 0      | 0      | 1    |
| 8    | 중화인민공화국 | 1      | 0      | 0      | 1    |
| 8    | 헝가리         | 1      | 0      | 0      | 1    |
| 12   | 이란           | 0      | 2      | 1      | 3    |
| 12   | 카자흐스탄     | 0      | 2      | 1      | 3    |
| 14   | 튀르키예       | 0      | 1      | 2      | 3    |
| 15   | 스웨덴         | 0      | 1      | 0      | 1    |
| 15   | 조지아         | 0      | 1      | 0      | 1    |
| 15   | 캐나다         | 0      | 1      | 0      | 1    |
| 15   | 핀란드         | 0      | 1      | 0      | 1    |
| 19   | 프랑스         | 0      | 0      | 2      | 2    |
| 20   | 그리스         | 0      | 0      | 1      | 1    |
| 20   | 벨라루스       | 0      | 0      | 1      | 1    |
| 20   | 불가리아       | 0      | 0      | 1      | 1    |
| 합계 | 합계           | 18     | 18     | 18     | 54   |

### 메달리스트

#### 남자 자유형
| 종목            | 금                                 | 은                                   | 동                             |
| --------------- | ---------------------------------- | ------------------------------------ | ------------------------------ |
| 밴텀급 자세히   | 마블레트 바티로프 · 러시아         | 스티븐 아바스 · 미국                 | 다나베 지카라 · 일본           |
| 페더급 자세히   | 얀드로 킨타나 · 쿠바               | 마수드 모스타파조카르 · 이란         | 이노우에 겐지 · 일본           |
| 라이트급 자세히 | 엘브루스 테데예우 · 우크라이나     | 자밀 켈리 · 미국                     | 마하치 무르타잘리예프 · 러시아 |
| 웰터급 자세히   | 부바이사르 사이티예프 · 러시아     | 겐나디 랄리예프 · 카자흐스탄         | 이반 푼도라 · 쿠바             |
| 미들급 자세히   | 케일 샌더슨 · 미국                 | 문의제 · 대한민국                    | 사지트 사지도프 · 러시아       |
| 헤비급 자세히   | 하지무라트 가찰로프 · 러시아       | 마고메트 이브라기모프 · 우즈베키스탄 | 알리레자 헤이다리 · 이란       |
| 최중량급 자세히 | 아르투르 타이마조프 · 우즈베키스탄 | 알리레자 레자이 · 이란               | 아이든 폴라츠 · 튀르키예       |

#### 남자 그레코로만형
| 종목            | 금                                     | 은                               | 동                               |
| --------------- | -------------------------------------- | -------------------------------- | -------------------------------- |
| 밴텀급 자세히   | 머요로시 이슈트반 · 헝가리             | 게이다르 마메달리예프 · 러시아   | 아르티옴 키우렝기안 · 그리스     |
| 페더급 자세히   | 정지현 · 대한민국                      | 로베르토 몬손 · 쿠바             | 아르멘 나자랸 · 불가리아         |
| 라이트급 자세히 | 패리트 만수로프 · 아제르바이잔         | 셰레프 에롤루 · 튀르키예         | 므히타르 마누캰 · 카자흐스탄     |
| 웰터급 자세히   | 알렉산드르 독투리시빌리 · 우즈베키스탄 | 마르코 윌리한눅셀라 · 핀란드     | 바르테레스 사무르가셰프 · 러시아 |
| 미들급 자세히   | 알렉세이 미신 · 러시아                 | 아라 아브라하미안 · 스웨덴       | 뱌차슬라우 마카란카 · 벨라루스   |
| 헤비급 자세히   | 카람 자비르 · 이집트                   | 라마즈 노자제 · 조지아           | 메흐메트 외잘 · 튀르키예         |
| 최중량급 자세히 | 하산 바로예프 · 러시아                 | 게오르기 추르추미야 · 카자흐스탄 | 룰런 가드너 · 미국               |

#### 여자 자유형
| 종목            | 금                           | 은                     | 동                     |
| --------------- | ---------------------------- | ---------------------- | ---------------------- |
| 플라이급 자세히 | 이리나 메를레니 · 우크라이나 | 이초 지하루 · 일본     | 퍼트리샤 미란다 · 미국 |
| 라이트급 자세히 | 요시다 사오리 · 일본         | 토냐 버빅 · 캐나다     | 아나 고미스 · 프랑스   |
| 미들급 자세히   | 이초 가오리 · 일본           | 세라 맥먼 · 미국       | 리즈 르그랑 · 프랑스   |
| 헤비급 자세히   | 왕쉬 · 중화인민공화국        | 규젤 마뉴로바 · 러시아 | 하마구치 교코 · 일본   |